# DeLaney Barn
La DeLaney Barn est une grange à Aurora, dans le comté d'Arapahoe, dans le Colorado, aux États-Unis. Construite vers 1900, elle est inscrite au Registre national des lieux historiques depuis le 9 février 1989.